# Válter Marciano
Válter Marciano de Queirós, conhecido como Válter Marciano (São Paulo, 15 de setembro de 1931 — Valência, 21 de junho de 1961) foi um futebolista brasileiro que atuou como meio campista e atacante.

## Carreira

### Início
Válter Marciano começou sua trajetória como meio campista do União, clube do bairro do Cambuci na cidade de São Paulo.

### Riopardense
Foi levado ao Riopardense de São José do Rio Pardo por amigos, clube ao qual ficou apenas 4 meses.

### Guarani
Após a breve passagem, foi para Campinas jogar pelo Guarani, porém não foi muito aproveitado pela baixa idade.
Após a passagem, voltou para São Paulo e arrumou um emprego na empresa de vidros Nadir Figueiredo.

### São Caetano E.C.
Seu primeiro sua carreira no São Caetano E.C. em 1950.

### Ypiranga-SP
Em 1951, foi encaminhado pelo Ypiranga-SP, onde jogou de meia-direita. Se destacou no Campeonato Paulista de 1952.

### Santos
Após o destaque no Campeonato Paulista do ano anterior, Válter foi emprestado ao Santos em 1953, e fez sua primeira partida em 11 de abril de 1953, na derrota do Santos para o Flamengo por 3×2 no Maracanã, confronto válido pelo Torneio Rio-São Paulo.
Pelo Santos, Válter Marciano fez 114 jogos e 45 gols marcados.

### Vasco da Gama
Foi contrato pelo Vasco da Gama em agosto de 1955, por 1 milhão e 200 mil cruzeiros. Fez sua estreia no dia 7 do mesmo mês na vitória por 3 a 0 contra o Madureira me partida válida pelo Campeonato Carioca.
As escalações da partida:
Vasco da Gama: Vítor Gonzalez, Paulinho e Haroldo; Mirim, Orlando e Dario; Sabará, Válter, Vavá, Pinga e Parodi. Técnico: Flávio Costa.
Madureira: Danton, Jorge e Darci; Nilo, Bitum e Mário; 91, Machado, Tião, Edílio e Osvaldo. Técnico: Plácido Monsores.
Pelo clube, foi campeão carioca de 1956.
Válter Marciano foi destaque na vitória do Vasco sobre o Real Madrid na final do Torneio Internacional de Paris em 1957.

### Valencia
Em 1958, se transferiu para o Valencia, comprado por 2 milhões e 400 mil pesetas. Após três anos no clube espanhol, Válter foi vítima de acidente automobilístico.

## Morte
No dia 21 de junho de 1961, após um choque frontal contra um caminhão que seguia pela contramão na estrada entre Valência e Alicante, Válter Marciano faleceu em um acidente automobilístico. Os jogadores Luis Coli e Sócrates Berenguer, que ocupavam o veículo, sofreram apenas ferimentos leves.

## Títulos

### Santos
- Taça IV Centenário de São Bernardo do Campo: 1953
- Torneio Triangular de Vitória-ES: 1953

### Vasco da Gama
- Campeonato Carioca: 1956[5]
- Troféu Teresa Herrera: 1957
- Torneio Internacional de Paris: 1957
- Torneio Internacional de Santiago: 1957
- Torneio Quadrangular de Lima: 1957

### Valência
- Taça das Cidades com Feiras: 1961

### Seleção Brasileira
- Copa Oswaldo Cruz: 1955
- Taça Bernardo O'Higgins: 1955

## Premiações
- Jogador do ano: Melhor jogador do Vasco na temporada 1957.
- Artilheiro do Vasco na temporada de 1957 com 37 gols marcados.